# Landbouw en Maatschappij
De Nationale Bond Landbouw en Maatschappij werd opgericht op 29 mei 1933 in zaal Ogterop te Meppel. Deze bond was opgericht door een samengaan van meerdere provinciale boerenbonden, die enkele jaren eerder overal in Nederland waren opgericht uit onvrede over de economische toestand in de landbouw en doordat de politieke partijen te weinig voor de boeren deden. Deze boerenbonden onderscheidden zich vooral tegenover de bestaande Landbouwgenootschappen door een grotere politieke betrokkenheid en door zich duidelijker uit te spreken. 
In korte tijd vergaarde men enorm veel leden en bereikte grote opkomstcijfers bij vergaderingen en landdagen. Een deel van voormannen van de bond voelden zich aangetrokken tot het nationaalsocialisme en eind 1940 ging de bond op in het Nederlandsch Agrarisch Front (NAF), een mantelorganisatie van de NSB.

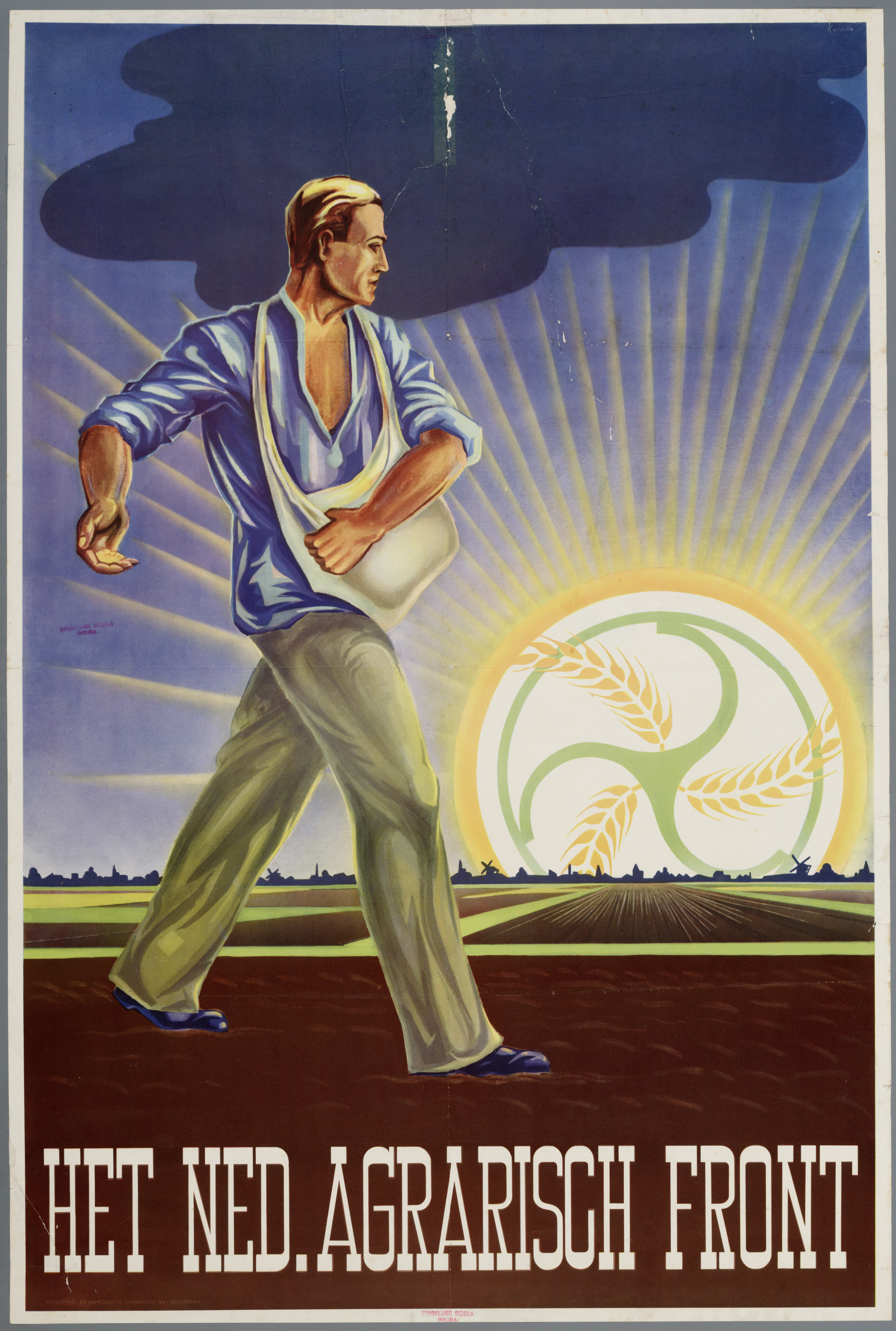
Affiche Het Ned. Agrarisch Front

## De Landbouwcrisis
De enorme prijsdalingen van akkerbouwproducten begonnen in de zomer van 1921. Ook van de veeteeltproducten werden de prijzen steeds slechter, zodat vanaf 1923 het prijsniveau zodanig slecht was, dat men niet meer van een lonend landbouwbedrijf kon spreken. Behalve de oprichting van de Plattelandersbond, onder leiding van boer Arend Braat uit Hekelingen gebeurde er vanuit de andere politieke partijen niets om verbetering in de economische landbouwtoestand aan te brengen. De drie centrale landbouworganisaties, die deels op confessionele grondslag waren opgericht, het KNLC (Koninklijk Nederlandsch Landbouw Comité), de KNBTB (Katholieke Nederlandse Boeren- en Tuindersbond) en de CBTB (Christelijke Boeren- en Tuindersbond) vergaderden wel regelmatig, maar wisten geen harde vuist te maken richting de politiek in Den Haag. Het was de Groninger boer H.D. Louwes, voorzitter van de Groninger Maatschappij van Landbouw, die pas in 1930 toen de landbouw al in een crisis was geraakt met wat meer ruchtbaarheid de knuppel in het hoenderhok gooide. Louwes kwam vooral met citaten van de landbouweconoom Jan Smid, die er onder meer op aangedrongen had dat de landbouwende bevolking een betere prijs voor hun producten gegarandeerd moest worden om een redelijker bestaan te hebben. Door de monopoliepositie van enkele grote industriële bedrijven werd de landbouwsector met de lagere prijzen behoorlijk uitgebuit.

## De Boerenbonden
Bij de regering was wat beroering ontstaan en middels een gegarandeerde tarweprijs en steun aan suikerbietentelers was er enige verbetering ontstaan. Doch dit betrof alleen de kleiboeren, een categorie waartoe ook Louwes behoorde en dus was er voor de akkerbouwers op de zandgronden geen enkele financiële verbetering waarneembaar.
Dit gaf veel onrust en acties onder de boeren op de zandgronden en in de veenkoloniën. Het waren drie Drentse jonge boeren uit Annerveen, H.J. Hamming, K. Pot en Gerhardus Dieters, die de aanzet gaven tot de oprichting van een Boerenbond. Na enkele voorvergaderingen in de herfst van 1931, werd tijdens een door zo'n 2000 personen bezochte vergadering op 23 december in Bellevue te Assen deze nieuwe Drentsche Boerenbond opgericht. Deze avond stond onder leiding van J. de Lange uit Wijster.
Spoedig vond de Drentsche Boerenbond navolging in de Friese Agrarische Bond en de Groninger Boerenbond, die werd omgevormd uit de Crisisorganisatie Westerwolde, opgericht in juni 1931. In augustus 1932 begon hun blad Landbouw en Maatschappij te verschijnen. Een Zuidelijke Agrarische Bond en een Hollandse Boerenbond werden opgericht. In 1933 vormden de vijf boerenbonden samen de Nationale Bond 'Landbouw en Maatschappij'. De nationale bond had bij oprichting ruim 16.000 leden, waarvan meer dan 9000 in Drenthe.

## Politiek en fascisme
Als ideoloog van de beweging kan Jan Smid gelden. Hij stond al enkele decennia een conservatieve en protectionistische politiek voor: Op voedsel moesten volgens hem extra invoerrechten komen, en het geld dat deze heffingen opbrachten diende dan gebruikt te worden als subsidie aan de boeren.
Smid zelf was wars van alle totalitarisme, maar onder zijn aanhangers waren er verscheidene die via Landbouw en Maatschappij bij de NSB terechtkwamen. Ook het bestuur van de nieuwe beweging stond tegenover de NSB vrij sympathiek. Dat bleek bij de Provinciale Statenverkiezingen 1935. Voor het eerst name toen de NSB aan verkiezingen deel. In de leidraad die het bestuur van Landbouw en Maatschappij aan de leden deed toekomen, werd omtrent Musserts beweging opgemerkt: "Nog niet bewezen of het programma te verwerkelijken is. Echter goede L. en M.-leden in toppositie. Aanbevolen". De NSB was de enige partij die bij die gelegenheid zo'n algemene aanbeveling kreeg. Hoewel de NSB in Drenthe nog geen 300 leden had, haalde de partij 11,6% van de stemmen.
Overeenkomstige latere aanbevelingen ten gunste van de NSB zijn niet bekend. De jaarlijkse landdagen, steeds in Rolde gehouden, waren evenwel niet vrij van Blut und Boden-mystiek, en de grootste propagandisten van de bond sympathiseerden openlijk met het nationaalsocialisme. Een aantal vooraanstaande bestrijders van het nationaalsocialisme bleef in de laatste vooroorlogse jaren weliswaar ook lid, maar op 11 november 1940 fuseerde de bond met het Boerenfront der N.S.B. tot het Nederlandsch Agrarisch Front, dat eveneens aangestuurd werd door de NSB. Het NAF kreeg de leiding in de overkoepelende Commissie Posthuma en vormde de organisatorische kern van de Nederlandse Landstand, die op 24 oktober 1941 gevormd werd op bevel van Seyss Inquart.